# Ácido ciânico
Ácido ciânico é um líquido incolor e venenoso com ponto de ebulição de 23.5°C e um ponto de fusão de -81°C. A 0°C, o ácido ciânico é convertido em ciamelida.
Em água, o ácido ciânico se hidrolisa a dióxido de carbono e amônia.
O ácido ciânico (H-O-C≡N) é um isômero do ácido fulmínico (H-C=N-O).
Um tautômero existe para o ácido ciânico, H-N=C=O, ácido isociânico, com o qual se mantém em equilíbrio químico dinâmico:
H-O-C≡N ⇌ O=C=N-H
Se forma em uma reação entre cianato de potássio e ácido fórmico.
O trímero do ácido ciânico é o ácido cianúrico.
O ácido ciânico é o mais simples composto químico estável que contém carbono, hidrogênio, nitrogênio e oxigênio, os quatro mais encontrados átomos em química orgânica (o ácido fulmínico não é estável e seus carbono e oxigênio não apresentam um octeto estável).

## Aplicações
Cianatos inorgânicos são usados como produtos auxiliares durante o tratamento térmico de metais, em especial o aço e como matéria prima para a produção de fármacos e herbicidas derivados da ureia.